# 올랜도 세페다

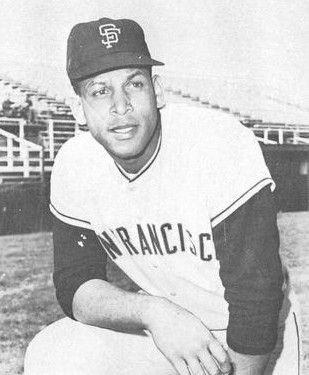
1965년 모습

올랜도 세페다(Orlando Cepeda, 본명: 올랜도 마누엘 세페다 펜네스, Orlando Manuel Cepeda Pennes, 스페인어 발음: [oɾˈlando seˈpeða], 1937년 9월 17일 ~ 2024년 6월 28일)는 푸에르토리코인 메이저 리그 베이스볼의 1루수로 6개 팀에서 뛰었다. 1958년부터 1974년까지 주로 샌프란시스코 자이언츠 소속이었다. 11차례 올스타에 선정된 세페다는 1960년대까지 내셔널 리그 (야구)(NL)에서 가장 꾸준한 파워 타자 중 한 명이었고 1999년 미국 야구 명예의 전당에 헌액되었다.
샌프란시스코로 이적한 후 첫 시즌에 자이언츠에 입단한 그는 1958년 타율 이후 만장일치로 NL 올해의 신인상을 받았다. 1958년부터 1963년까지 매년 그는 타격, 홈런, 타점, 장타율, 총루 부문에서 리그 선두에 속했다. 1959년 푸에르토리코인 최초로 올스타전에 선발 출전한 선수가 되었고, 1961년에는 46홈런, 142타점으로 리그 1위에 올라 NL 최우수선수(MVP) 투표에서 2위를 차지했다. 오른 손잡이 타자에 대한 클럽 기록으로 남아 있다. 그 후 몇 년 동안 자이언츠는 세페다와 1 루수이기도 한 팀 동료 윌리 맥코비를 라인업에 맞추기 위해 고군분투했지만 각각 다른 지점에서 좌익수로 이동하려고 시도했지만 실패했다.
오랜 무릎 부상으로 인해 세페다는 1965년 시즌 대부분을 결장하여 대타 임무만 수행하게 된 후 1966년 5월 세인트루이스 카디널스로 트레이드되어 평균 타율 .301로 올해를 마무리했다. 1967년 세페다는 팀의 NL 페넌트 우승을 도왔고 만장일치로 MVP 상을 수상했다. 또 다른 이적을 통해 애틀랜타 브레이브스로 이적했고, 그는 그 팀이 1969년 첫 NL 서부 디비전 타이틀을 획득하는 데 도움을 주었다. 무릎 문제로 플레이가 점점 제한되면서 그는 지정 타자가 채택되기 직전에 아메리칸 리그로 트레이드되었다. 1973년 보스턴 레드삭스와 함께 첫 번째 뛰어난 지정 타자 상을 수상한 뒤 이듬해 선수 생활을 마감했다.
세페다는 경력이 끝난 후 개인적인 삶에서 어려움을 겪었다. 1975년 콜롬비아에서 푸에르토리코로 마리화나를 운반한 혐의로 체포된 후 그는 10개월 동안 감옥에서 복역했으며 고향 섬에서 그의 명성이 망가지는 것을 목격했다. 그러나 개인 생활의 변화에 따라 그는 1987년 자이언츠와 계약을 맺고 스카우트 및 친선 대사로 일하면서 수십 년간의 인도주의 활동을 시작한 후 이미지를 회복했다.